# Imja Khola
Der Imja Khola (Nepali इम्जा खोला) ist ein Fluss in der Khumbu-Region in Nepal. 
Er entspringt dem See Imja Tsho, welcher das abfließende Wasser des Imja-Gletschers sammelt, und nimmt auch Bachläufe aus dem Khumbu-Gletscher auf. Er fließt durch das Dingboche-Tal, erhält dabei einen Zufluss aus dem Fluss Lobuche und mündet schließlich bei Tengboche in den Dudh Kosi.

Imja Khola
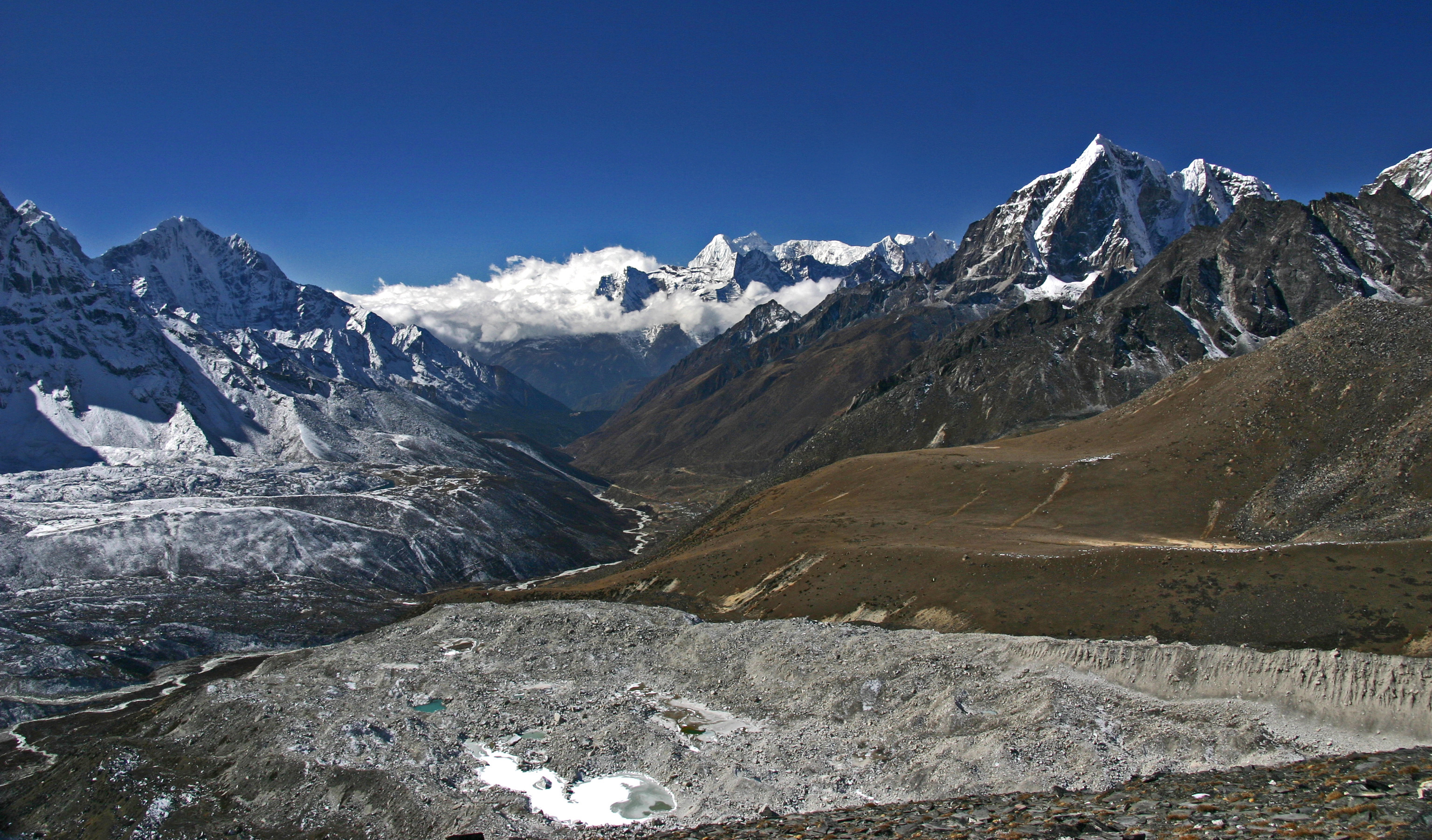
Vom Chhukung Ri
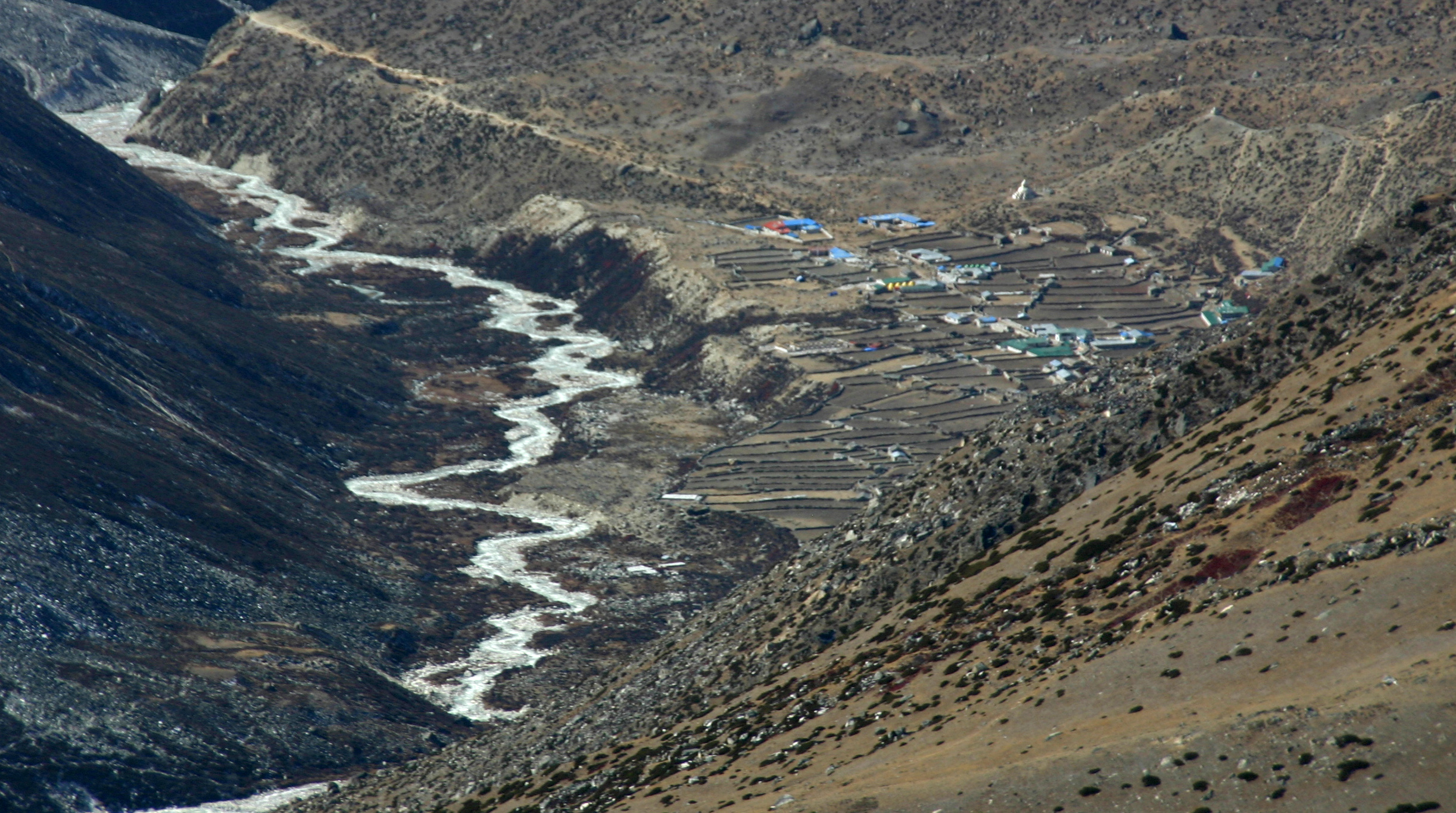
Dingboche in der Ferne
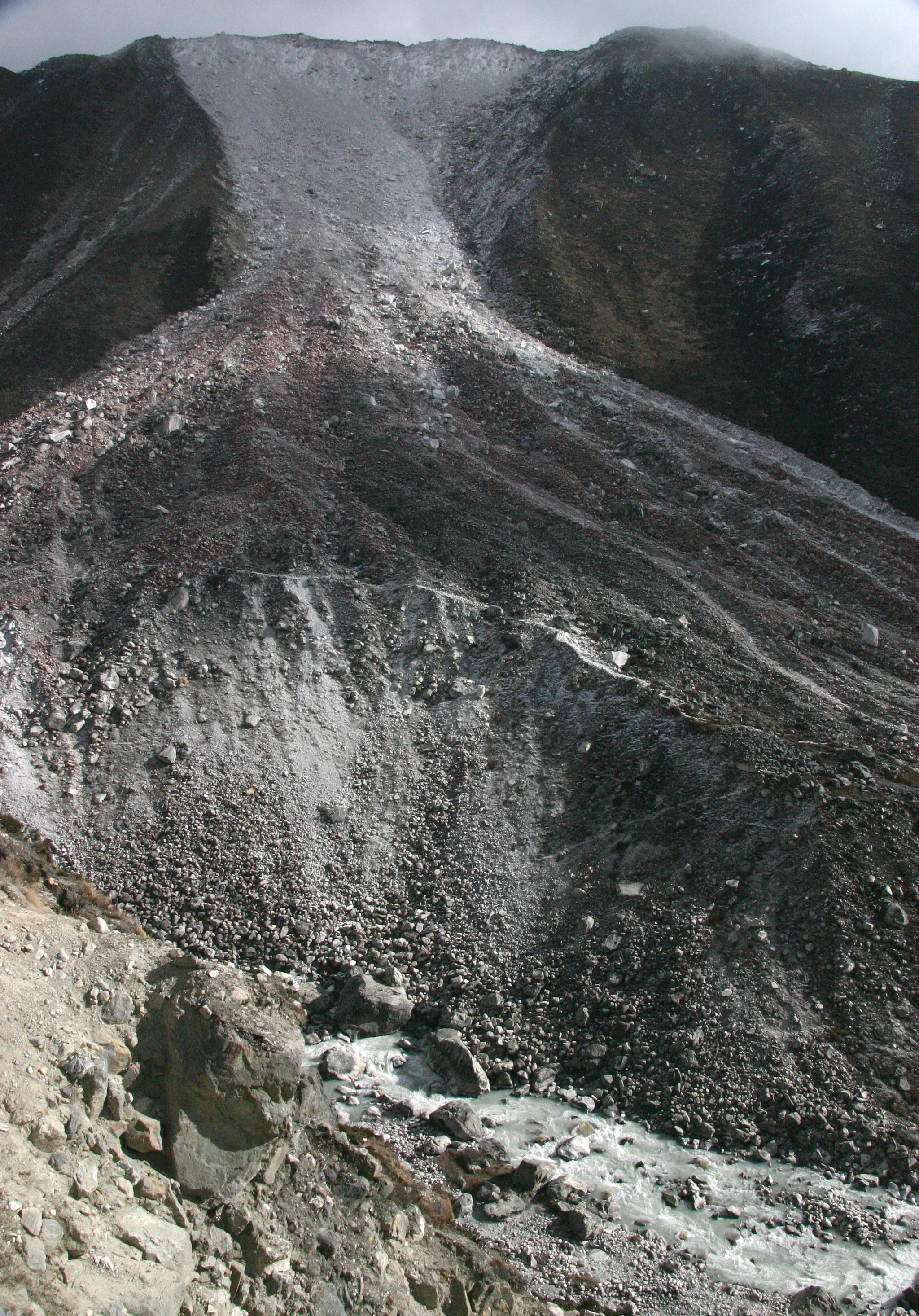
Bergrutsch
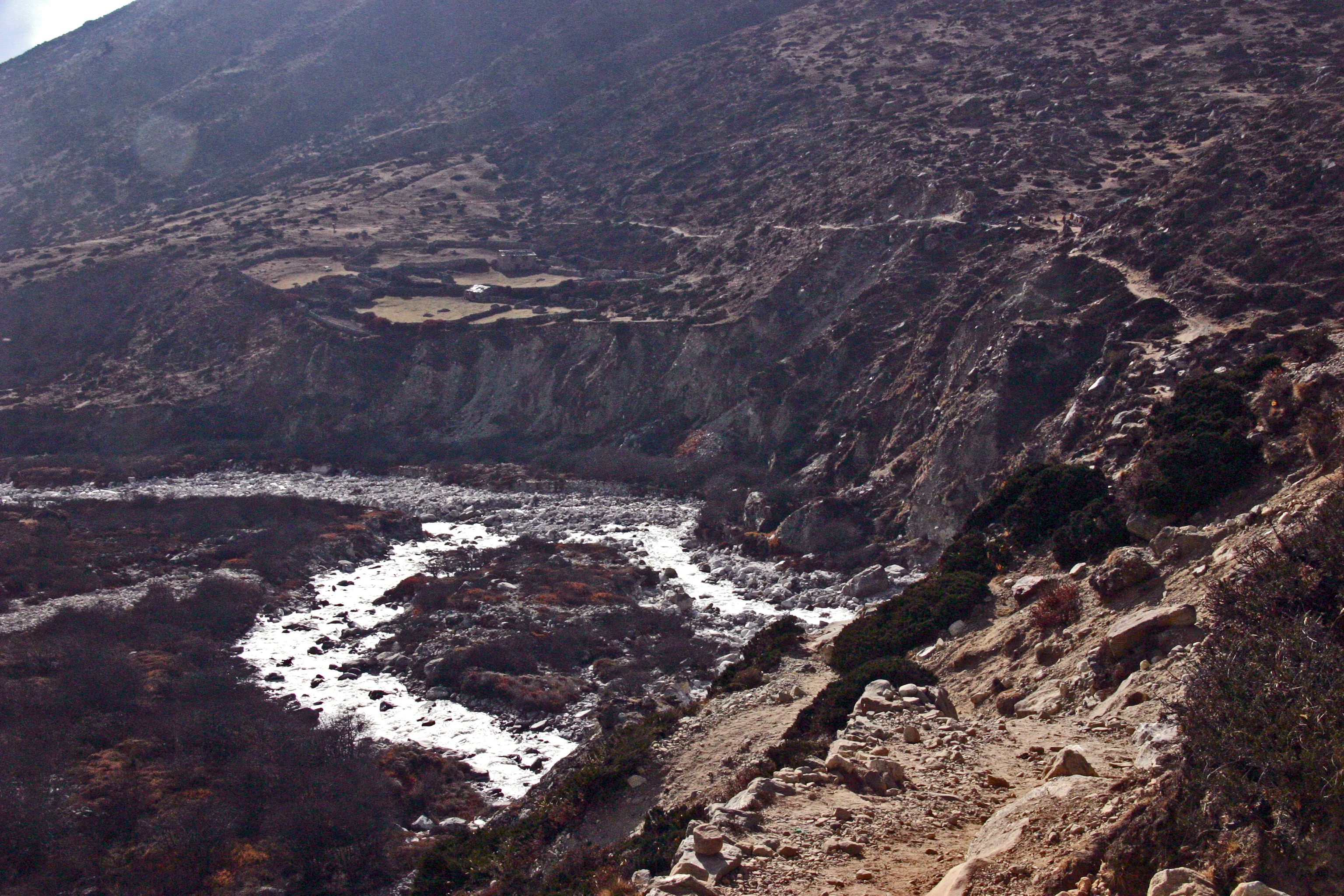
Unterhalb von Dingboche
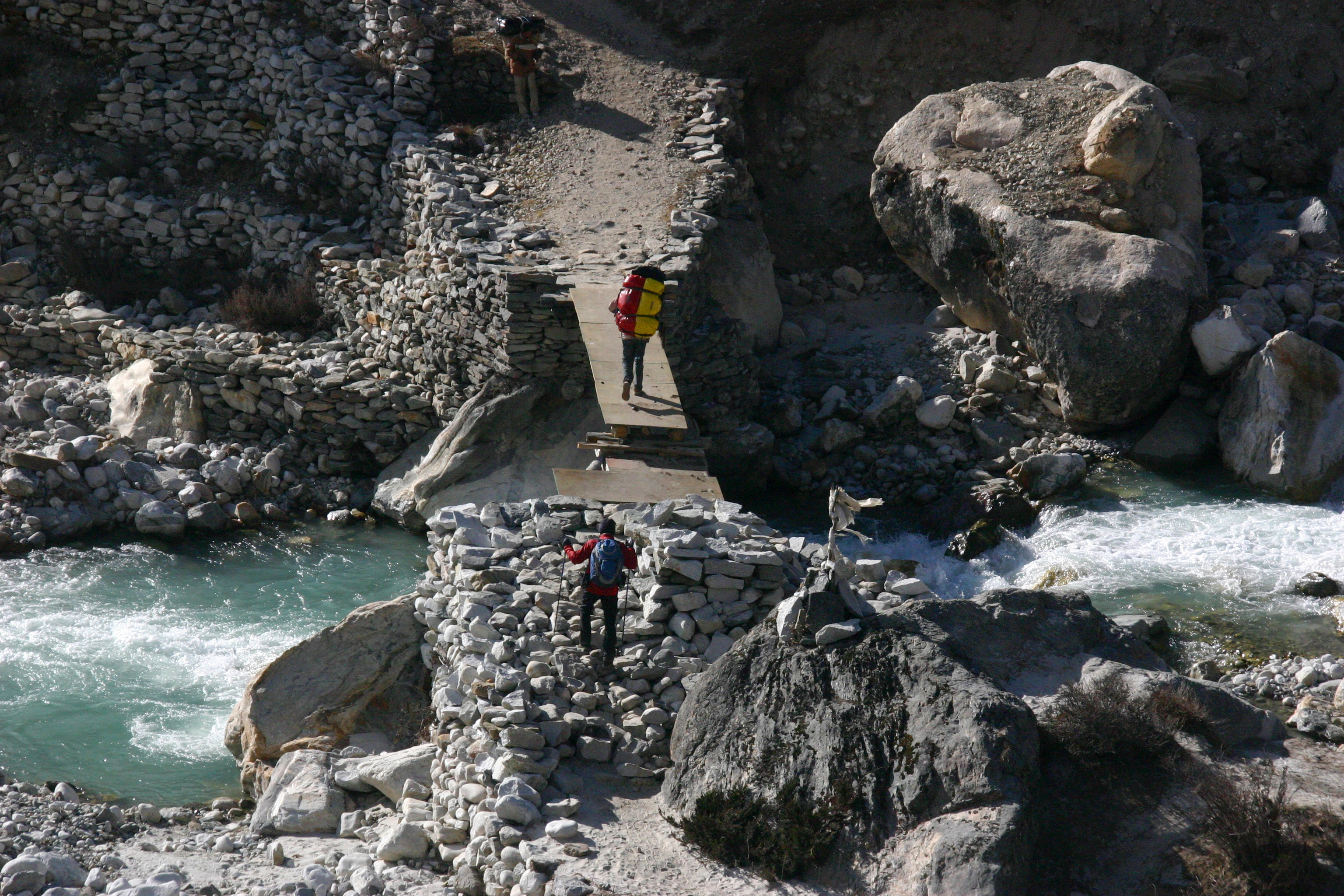
Brücke
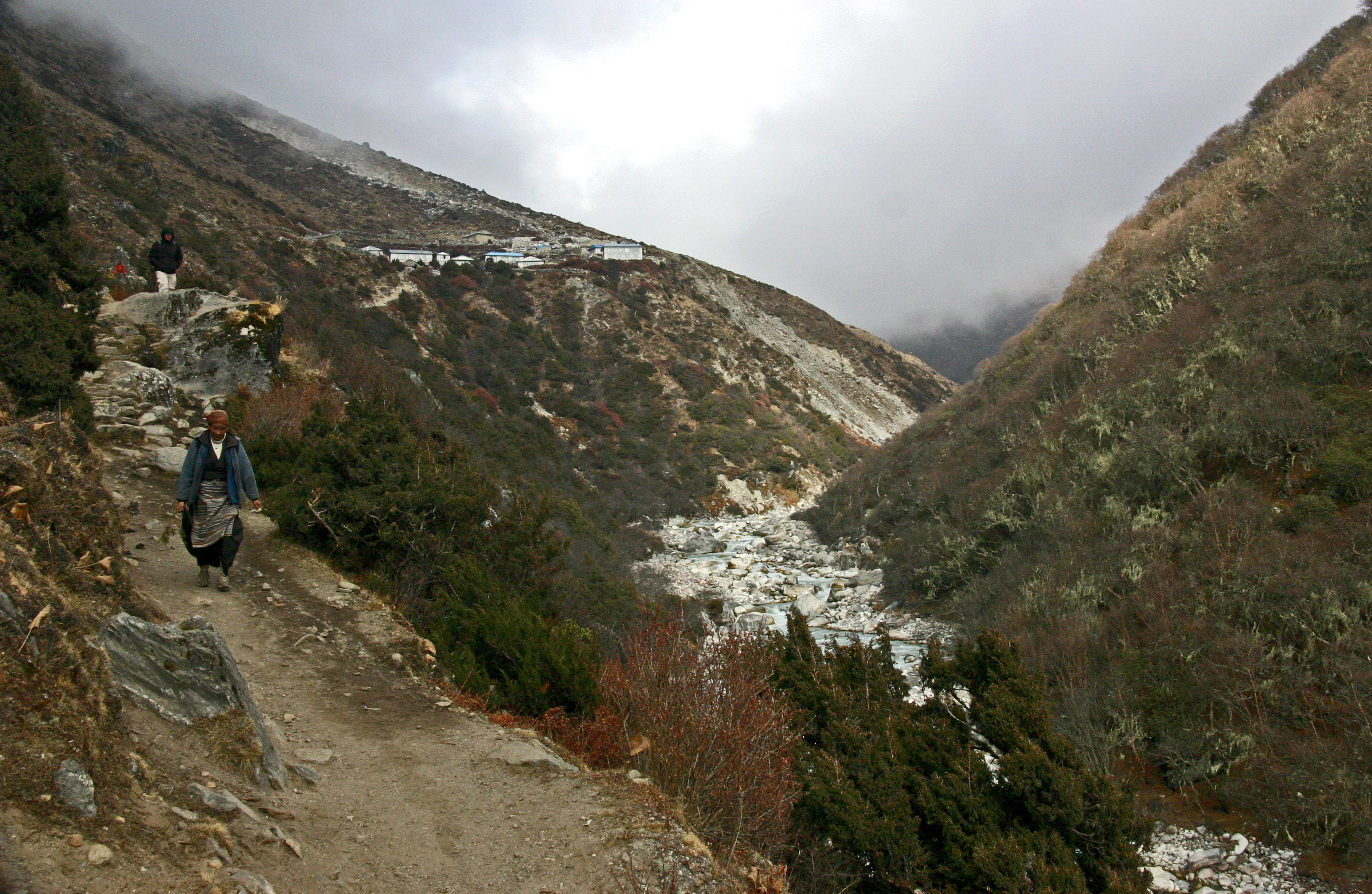
Oberhalb von Pangboche